# 인도 총독
인도 총독(영어: Governor-General of India, 1858년부터 1947년까지는 인도 부왕 겸 총독(Viceroy and Governor-General of India)이며 일반적으로 인도 부왕(Viceroy of India)은 영국 군주가 인도 황제 혹은 여황제로서, 그리고 1947년 인도 독립법 이후 인도 군주의 대표자로서 인도에 파견한 대리인이었다. 이 직위는 1773년 윌리엄 요새 관구의 총독이라는 칭호로 창설되었다. 당시 총독은 자신의 관할 구역에만 직접적인 통제권을 가졌지만, 인도의 다른 영국 동인도 회사 관리들을 감독했다. 인도 아대륙의 모든 영국 영토에 대한 완전한 권한은 1833년에 부여되었고, 이 관리는 인도 총독으로 알려지게 되었다.
1858년, 전년도 세포이 항쟁으로 인해 영국 동인도 회사의 인도 영토와 자산은 영국 왕실의 직접 통제 하에 놓이게 되었다. 그 결과 회사령 인도는 인도 제국으로 대체되었다. 총독(이제는 부왕도 겸함)은 인도의 중앙 정부를 이끌었으며, 이 정부는 벵골, 봄베이, 마드라스, 펀자브, 연합주 등을 포함한 영국령 인도의 주들을 관리했다. 그러나 인도의 대부분은 영국 정부에 의해 직접 통치되지 않았다. 영국령 인도 주들 외에는 수백 개의 명목상 독립적인 번왕국 또는 "자국 주"가 있었는데, 이들의 관계는 영국 정부나 영국과의 관계가 아니라 무굴 제국의 주권 계승자로서 영국 군주에게 직접 충성하는 관계였다. 1858년부터 번왕국과의 충성 관계에 대한 군주의 대표자로서 총독의 새로운 추가 역할을 반영하기 위해 부왕이라는 추가 칭호가 부여되어, 새로운 직위는 "인도 부왕 겸 총독"으로 불리게 되었다. 이는 일반적으로 "인도 부왕"으로 축약되었다.
영국령 인도가 인도의 분할로 인해 두 개의 독립적인 자치령인 인도와 파키스탄으로 분할되면서 부왕이라는 칭호는 폐지되었지만, 총독 직위는 각국이 각각 1950년과 1956년에 공화국 헌법을 채택할 때까지 계속 존재했다.
1858년까지 총독은 영국 동인도 회사 이사회에서 선출되었으며, 이사회에 책임을 졌다. 그 후 총독은 영국 정부의 조언에 따라 군주가 임명했으며, 영국 내각의 일원인 인도성 장관이 총독의 권한 행사 지침을 책임졌다. 1947년 이후에도 군주는 계속해서 총독을 임명했지만, 그 후에는 새로 독립한 인도 자치령 정부의 조언에 따라 그렇게 했다.
총독은 폐하의 재량에 따라 봉사했지만, 관행적으로는 5년 임기를 지냈다. 총독은 임명이 취소될 수 있었고, 해임되거나 떠나면 새로운 총독이 선출될 때까지 임시 총독이 임명되기도 했다. 인도의 첫 총독(벵골)은 워런 헤이스팅스였고, 영국령 인도의 첫 공식 총독은 윌리엄 벤팅크 경이었으며, 인도 자치령의 첫 총독은 루이 마운트배튼 경이었다.

## 역사

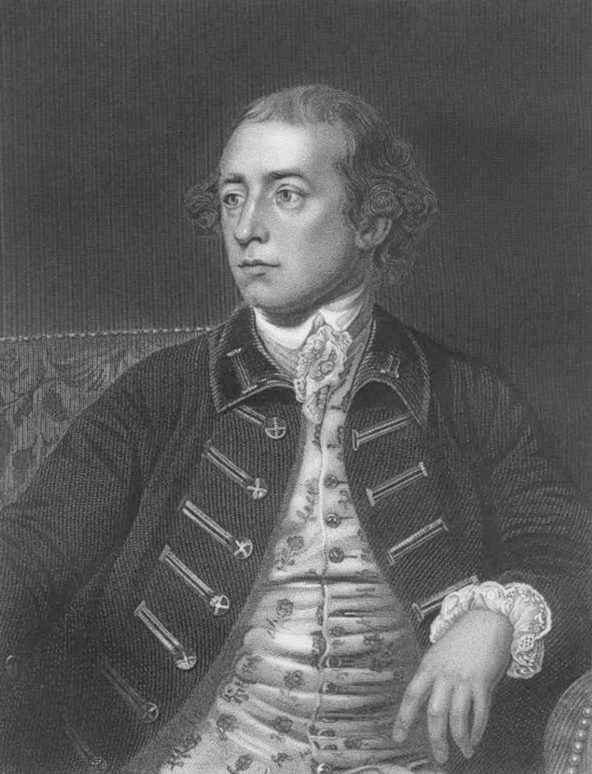
워런 헤이스팅스, 1773년부터 1785년까지 윌리엄 요새의 첫 총독.

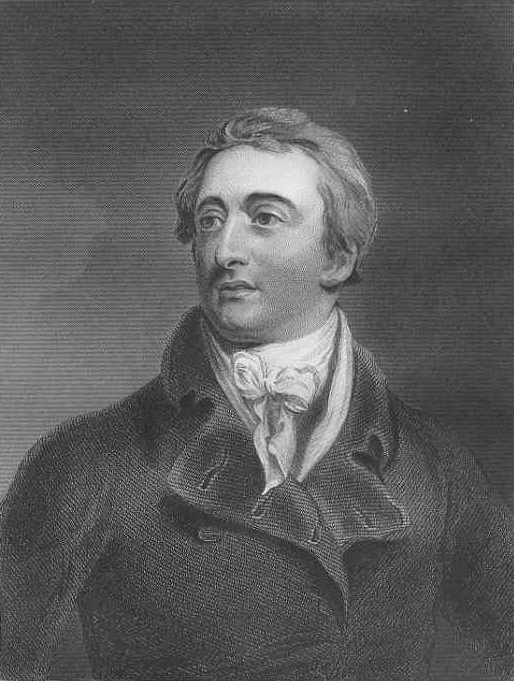
윌리엄 벤팅크 경, 1834년부터 1835년까지 인도의 첫 총독

인도 아대륙의 많은 지역은 영국 영국 동인도 회사(1600년 설립)가 통치했으며, 이 회사는 명목상 무굴 제국의 대리인 역할을 했다. 초기 영국 행정관들은 벵골 관구의 총재 또는 총독이었다. 1773년, 회사의 부패에 자극받아 영국 정부는 1773년 규제법을 통과시키면서 인도의 통치에 대한 부분적인 통제권을 갖게 되었다. 벵골의 윌리엄 요새 관구를 통치하기 위해 총독과 벵골 최고 평의회가 임명되었다. 첫 총독과 평의회는 법에 명시되었다.
1833년 헌장법은 윌리엄 요새의 총독과 평의회를 인도의 총독과 평의회로 대체했다. 총독을 선출하는 권한은 이사회가 보유했지만, 그 선택은 인도 이사회를 통해 군주의 승인을 받아야 했다.
세포이 항쟁 이후, 영국 동인도 회사의 인도 영토는 군주의 직접 통제 하에 놓이게 되었다. 1858년 인도 정부법은 총독을 임명하는 권한을 군주에게 부여했다. 총독은 차례로 군주의 승인을 받아 인도의 모든 부총독을 임명할 권한을 가졌다.
인도와 파키스탄은 1947년에 독립했지만, 공화국 헌법이 작성될 때까지 각 국가에 총독이 계속 임명되었다. 제1대 버마 백작 루이 마운트배튼은 독립 후 10개월 동안 인도의 총독으로 남았지만, 다른 두 국가는 자국 총독이 이끌었다. 인도는 1950년에 세속 공화국이 되었고, 파키스탄은 1956년에 이슬람 공화국이 되었다.

## 권한

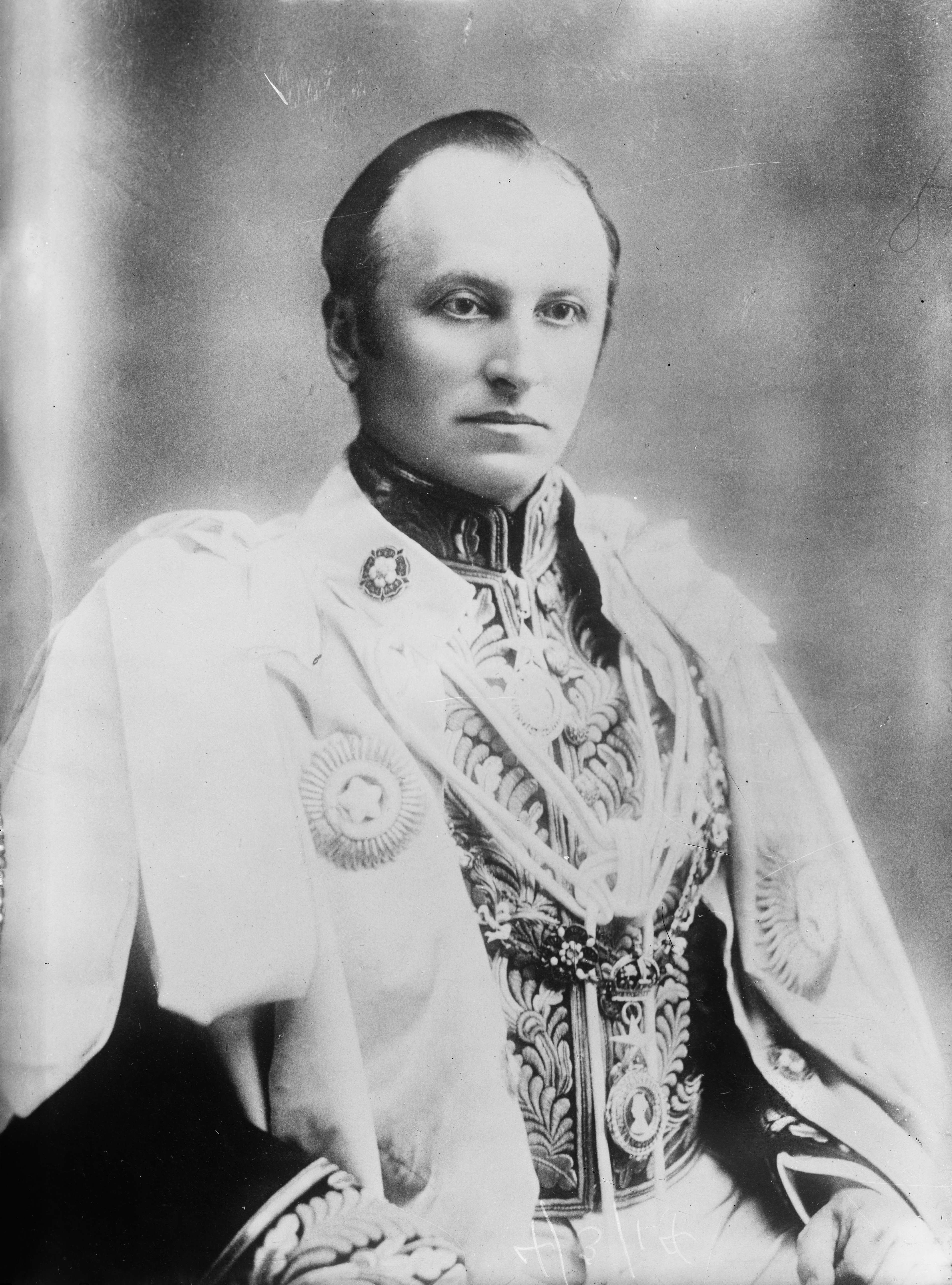
1899년부터 1905년까지 인도 부왕으로 재임했던 조지 너새니얼 커즌의 부왕 예복을 입은 모습.

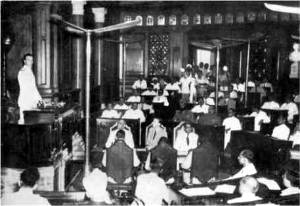
1940년대 번왕국 회의에서 국왕 대리인으로 연설하는 루이 마운트배튼 경

총독은 원래 벵골 윌리엄 요새 관구에 대한 권한만 가졌다. 그러나 규제법은 총독에게 외교 및 국방에 관한 추가 권한을 부여했다. 영국 동인도 회사의 다른 관할 구역(마드라스 관구, 봄베이 관구 및 영국 벵쿨렌)은 윌리엄 요새 총독과 평의회의 사전 승인 없이는 인도 번왕국과 전쟁을 선포하거나 평화를 맺는 것이 허용되지 않았다.
외교에 관한 총독의 권한은 1784년 인도법에 의해 증대되었다. 이 법은 영국 동인도 회사 산하의 다른 총독들이 총독이나 회사의 이사회로부터 명시적인 지시를 받지 않는 한 인도 번왕국과 전쟁을 선포하거나 평화를 맺거나 조약을 체결할 수 없도록 규정했다.
따라서 총독은 인도의 외교 정책을 통제하게 되었지만, 영국령 인도의 명시적인 수장은 아니었다. 그 지위는 1833년 헌장법에 의해서야 비로소 얻게 되었는데, 이 법은 그에게 영국령 인도 전체의 "모든 민사 및 군사 정부에 대한 감독, 지휘 및 통제"를 부여했다. 이 법은 또한 총독과 평의회에 입법 권한을 부여했다.
1835년에 윌리엄 벤팅크 경이 인도의 첫 총독이 되었다.
1858년 이후 총독(이제는 보통 부왕으로 알려짐)은 인도의 최고 행정관이자 군주의 대표자로서 기능했다. 인도는 수많은 주로 나뉘었고, 각 주는 총독, 부총독 또는 최고 위원 또는 행정관의 수장 하에 있었다. 총독은 영국 정부에 의해 임명되었고, 영국 정부에 직접 책임을 졌다. 그러나 부총독, 최고 위원 및 행정관은 부왕에 의해 임명되었고 부왕에게 종속되었다. 부왕은 또한 가장 강력한 번왕국 통치자들인 하이데라바드의 니잠, 마이소르 마하라자, 괄리오르의 마하라자(신디아), 잠무 카슈미르 왕국의 마하라자, 바로다 왕국의 가이콰드 마하라자를 감독했다. 나머지 번왕국 통치자들은 부왕의 대표자가 이끄는 라지푸타나 에이전시와 중앙 인도 에이전시 또는 지방 당국에 의해 감독되었다.
번왕국 회의는 1920년에 조지 5세 국왕-황제의 왕실 선포에 의해 설립된 기관으로, 번왕국 통치자들이 정부에 자신들의 필요와 열망을 표명할 수 있는 포럼을 제공했다. 회의는 보통 1년에 한 번만 열렸고, 부왕이 의장을 맡았지만, 더 자주 회의를 하는 상설 위원회를 임명했다.
1947년 8월 독립과 함께 부왕이라는 칭호는 폐지되었다. 인도의 군주인 조지 6세의 대표는 다시 총독으로 알려지게 되었다. 1948년, 차크라바르티 라자고팔라차리는 유일한 인도인 총독이 되었다. 총독의 역할은 거의 전적으로 의례적이었고, 권력은 인도 내각에 의해 일상적으로 행사되었다. 1950년 인도가 공화국이 된 후, 인도 대통령이 동일한 기능을 계속 수행했다.

## 평의회

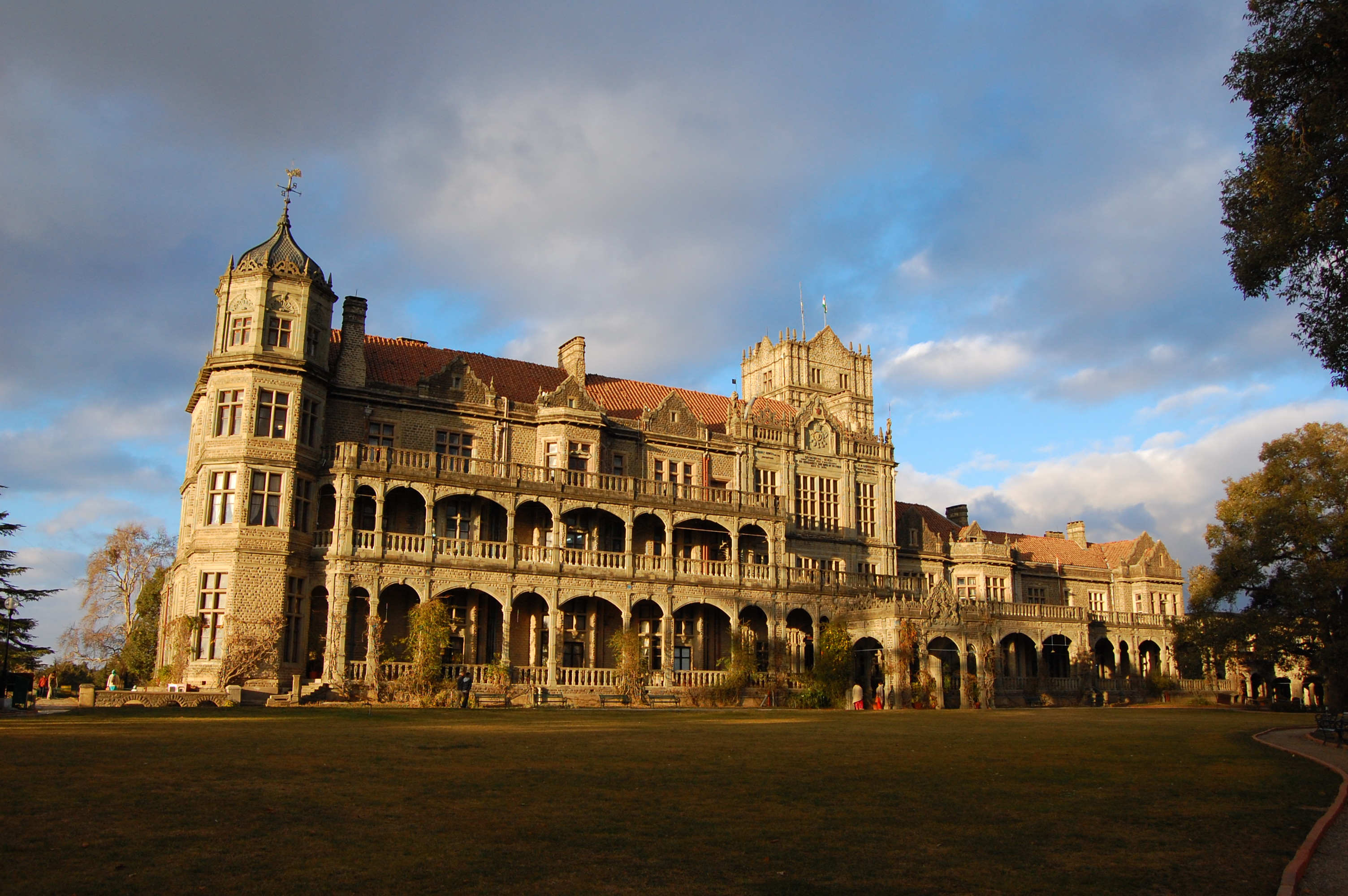
1888년에 건설된 심라의 부왕의 숙소는 인도 부왕의 여름 거주지였다.

총독은 항상 자신의 입법 및 행정 권한 행사에 대해 평의회의 조언을 받았다. 총독은 많은 기능을 수행하면서 "평의회의 총독"이라고 불렸다.
1773년 규제법은 영국 동인도 회사 이사회에서 4명의 고문을 선출하도록 규정했다. 총독은 4명의 위원으로 구성된 집행 평의회의 보조를 받게 되었고, 의결권은 가졌지만 거부권은 없었다. 평의회의 결정은 총독에게 구속력을 가졌다.
1784년에 평의회는 3명으로 축소되었다. 총독은 보통 투표권과 결정 투표권을 모두 계속 가졌다. 1786년에는 평의회 결정이 구속력을 잃게 되면서 총독의 권한은 더욱 증대되었다.
1833년 헌장법은 평의회 구조에 추가적인 변화를 가져왔다. 이 법은 총독의 행정 및 입법 책임을 구분한 첫 번째 법이었다. 이 법에 따라 이사회에서 임명하는 4명의 평의회 위원이 있어야 했다. 처음 3명의 위원은 모든 경우에 참여할 수 있었지만, 4번째 위원은 입법이 논의될 때만 앉아서 투표할 수 있었다.
1858년, 이사회는 평의회 위원을 임명할 권한을 상실했다. 대신 입법 문제에 대해서만 투표권을 가졌던 한 명의 위원은 군주가 임명하고, 나머지 3명의 위원은 인도성 장관이 임명하게 되었다.
1861년 인도 평의회법은 평의회 구성에 여러 가지 변화를 가져왔다. 3명의 위원은 인도성 장관이 임명하고, 2명은 군주가 임명하도록 했다. 5명의 모든 위원을 임명하는 권한은 1869년에 왕실로 넘어갔다. 부왕은 추가로 '6명에서 12명'의 위원(1892년에는 '10명에서 16명', 1909년에는 '60명'으로 변경)을 임명할 권한을 가졌다. 군주 또는 인도성 장관이 임명한 5명은 행정 부서를 이끌었고, 부왕이 임명한 위원들은 입법을 논의하고 투표했다.
1919년에는 인도 의회(국가 평의회와 입법 의회로 구성)가 부왕 평의회의 입법 기능을 인계받았다. 그러나 부왕은 입법에 대해 상당한 권한을 유지했다. 그는 "교회, 정치, 국방" 목적 및 "비상사태" 시에는 의회의 동의 없이도 자금 지출을 승인할 수 있었다. 그는 어떤 법안이든 거부하거나 심지어 논의를 중단할 수 있었다. 만약 그가 법안 통과를 권고했지만 한 의회만 협력한다면, 그는 다른 의회의 반대에도 불구하고 법안이 통과되었다고 선언할 수 있었다. 의회는 외교 및 국방에 대한 권한이 없었다. 국가 평의회 의장은 부왕이 임명했고, 입법 의회는 자체적으로 의장을 선출했지만, 이 선출은 부왕의 승인을 필요로 했다.

## 호칭 및 칭호
1833년까지 직책의 칭호는 "벵골 윌리엄 요새 관구의 총독"이었다. 1833년 인도 정부법은 1834년 4월 22일부터 유효한 "인도 총독"으로 칭호를 변경했다. "부왕 겸 총독"이라는 칭호는 1858년 찰스 존 캐닝 자작을 임명하는 여왕의 선포에서 처음 사용되었다. 이는 의회법에 의해 부여된 적이 없지만, 서열장과 기사 작위의 법령에 사용되었다. 관례적으로 "부왕"은 총독이 군주의 대표자로서의 지위를 나타낼 때 사용된다. 군주가 인도에 있을 때는 부왕 칭호가 사용되지 않았다. 이는 새로운 책임, 특히 의례적인 책임을 나타내기 위한 것이었지만, 새로운 법적 권한을 부여하지는 않았다. 총독은 제국 입법 평의회와의 통신에서 정기적으로 이 칭호를 사용했지만, 모든 입법은 총독-평의회(또는 인도 정부)의 이름으로만 이루어졌다.
총독은 각하로 불렸고 인도 내 다른 모든 정부 관리보다 우선권을 가졌다. 그는 '폐하'로 불렸고 '귀하'로 불렸다. 1858년부터 1947년까지 총독은 인도 부왕(프랑스어로 '왕'을 의미하는 roi에서 유래)으로 알려졌으며, 부왕의 아내는 부왕부인(프랑스어로 '여왕'을 의미하는 reine에서 유래)으로 알려졌다. 부왕부인은 '폐하'로 불렸고 '귀하'로 불렸다. 군주가 인도에 있을 때는 두 칭호 모두 사용되지 않았다. 그러나 영국 통치 기간 동안 인도를 방문한 유일한 영국 군주는 1911년 아내 메리와 함께 델리 더바르에 참석한 조지 5세였다.
인도성 기사단이 1861년에 설립되었을 때, 부왕은 직권으로 총사령관이 되었다. 부왕은 또한 1877년에 인도 제국 기사단이 설립되면서 직권으로 총사령관이 되었다.
대부분의 총독과 부왕은 귀족이었다. 종종 이미 귀족인 부왕에게 더 높은 귀족 작위가 수여되기도 했는데, 제1대 레딩 후작 루퍼스 아이작스에게 후작 작위, 프리먼 프리먼토머스에게 백작 작위와 나중에 후작 작위가 수여된 경우가 그러하다. 귀족이 아닌 부왕 중에서는 제1대 틴머스 남작 존 쇼어가 준남작이었고, 윌리엄 벤팅크 경은 공작의 아들이었기 때문에 '로드'라는 경칭을 사용할 자격이 있었다. 워런 헤이스팅스와 차크라바르티 라자고팔라차리를 비롯한 초대 및 마지막 총독, 그리고 일부 임시 총독만이 전혀 명예 칭호가 없었다.

## 총독기
1885년경부터 인도 부왕은 유니언 잭 기 중앙에 왕관을 쓴 '인도성'이라는 별 형태의 인도 제국 문장을 추가한 깃발을 사용할 수 있게 되었다. 이 깃발은 부왕의 개인 깃발이 아니었다. 이 깃발은 총독, 부총독, 최고 위원 및 인도의 다른 영국 관리들도 사용했다. 해상에서는 부왕만이 깃발을 주 돛대에서 날렸고, 다른 관리들은 앞 돛대에서 날렸다.
1947년부터 1950년까지 인도 자치령 총독은 어두운 파란색 깃발에 왕실 문장(왕관 위에 서 있는 사자)을 새기고 그 아래에 금색 대문자로 'INDIA'라고 쓴 깃발을 사용했다. 이 디자인은 현재 많은 다른 영연방 왕국 총독들도 사용하고 있다. 이 마지막 깃발은 총독의 개인 깃발이었다.

인도 부왕의 문장 (1876–1904), 에드워드 왕관과 함께 묘사됨
부왕 및 총독의 문장 (1904–1947), 튜더 왕관과 함께 묘사됨
부왕 및 총독의 기 (1885–1947)
총독의 기 (1947–50)

## 관저

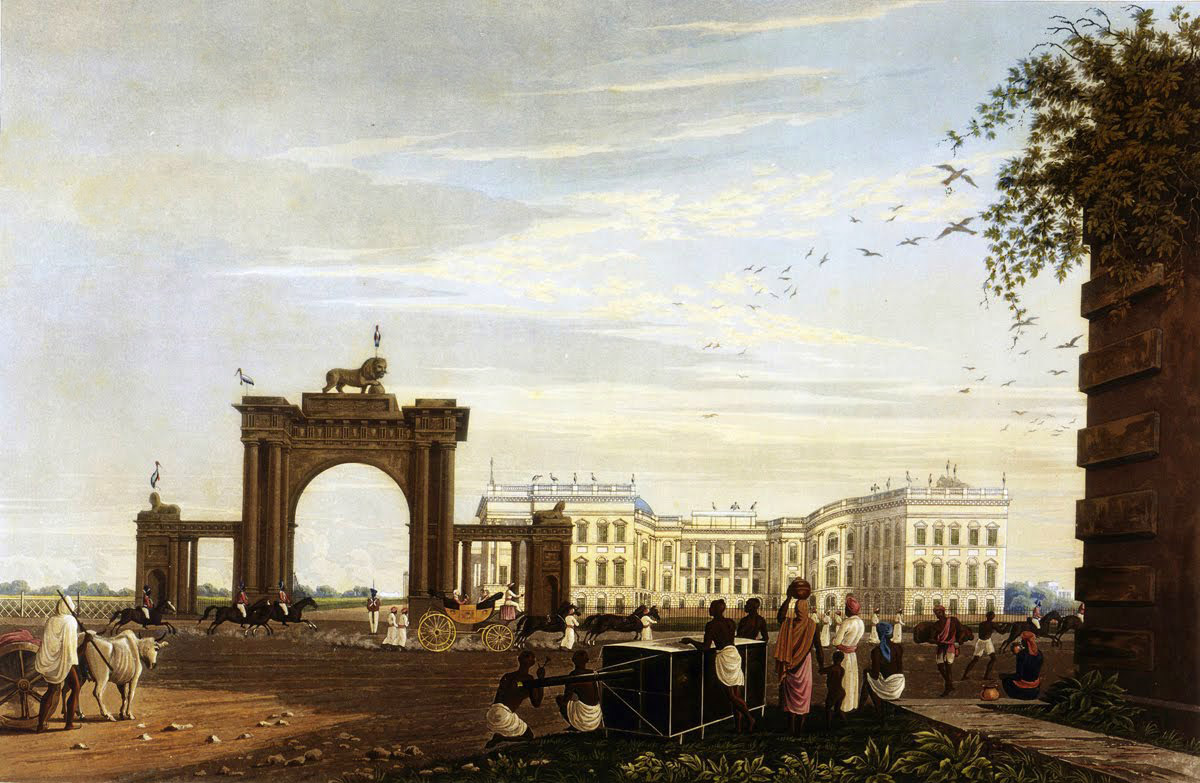
정부청사는 19세기 대부분 동안 총독의 거주지 역할을 했다.

윌리엄 요새의 총독은 19세기 초까지 콜카타의 벨베데레 하우스에 거주했으며, 그 후 정부청사가 건설되었다. 1854년, 벵골 부총독이 그곳에 거주하기 시작했다. 현재 벨베데레 저택에는 인도 국립도서관이 자리하고 있다.
'인도는 궁전에서 통치되어야지, 별장에서 통치되어서는 안 된다'고 말한 것으로 알려진 제1대 웰즐리 후작 리처드 웰즐리는 1799년부터 1803년 사이에 콜카타에 정부청사로 알려진 웅장한 맨션을 건설했다. 이 맨션은 1912년 수도가 콜카타에서 델리로 옮겨갈 때까지 사용되었다. 그 후, 이전까지 벨베데레 하우스에 거주했던 벵골 부총독은 완전한 총독으로 승격되어 정부청사로 옮겨졌다. 현재 이 건물은 인도 서벵골주의 주지사 관저로 사용되며, 벵골어 이름인 라지 바반으로 불린다.
수도가 콜카타에서 델리로 옮겨진 후, 부왕은 에드윈 루티언스 경이 설계한 새로 지어진 부왕의 집을 사용했다. 건설은 1912년에 시작되었지만 1929년까지 완료되지 않았으며, 궁전은 1931년에야 공식적으로 개장되었다. 최종 비용은 877,000파운드(현대 가치로 3,500만 파운드 이상)를 초과했는데, 이는 원래 할당된 금액의 두 배 이상이었다. 오늘날 이 거주지는 힌디어 이름인 '라슈트라파티 바반'으로 알려져 있으며, 인도 대통령이 사용한다.
영국 통치 기간 내내 총독들은 여름의 더위를 피하기 위해 매년 여름 심라의 부왕 숙소(현재는 라슈트라파티 니와스)로 피신했으며, 인도 정부도 그들과 함께 이동했다. 부왕 숙소는 현재 인도 고등연구소가 자리하고 있다. 심라의 피터호프 건물도 여러 부왕들이 사용했지만, 원래 건물은 1981년 화재로 소실되었다.

## 같이 보기
- 대영 제국
- 인도 최고사령관
- 인도 평의회
- 인도 황제
- 방글라데시의 역사
- 인도의 역사
- 파키스탄의 역사
- 인도성
- 인도 고등 문명국
- 인도 독립운동
- 인도 총독 목록
- 인도의 분할

## 추가 문헌
- 아놀드, 에드윈 경 (1865). 《달하우지 후작의 영국령 인도 통치: 페구, 나그푸르, 아와드의 합병, 그리고 달하우지 경의 인도 통치에 대한 전반적인 검토》. 선더스, 오틀리 & 컴퍼니.
- 도웰 H. H., 편집. 케임브리지 인도사. 6권: 인도 제국 1858–1918. 1818–1858 행정 발전 장 포함 (1932) 660쪽 온라인판; 케임브리지 대영제국사 5권으로도 출판됨
- 펜데렐 문. 영국 정복과 인도 지배 (2권, 1989) 1235쪽; 영국 상위 계층의 관점에서 정치 및 군사 사건에 대한 가장 완벽한 학술 역사;
- 루드라, A. B. (1940) 인도 부왕 겸 총독. 런던: H. 밀포드, 옥스포드 대학교 출판부
- 스피어, 퍼시벌 (1990) [1965년 초판], 《인도사》 2, 뉴델리 및 런던: 펭귄 북스. 298쪽, ISBN 978-0-14-013836-8.